# Матс Хумелс
Матс Јулијан Хумелс (Гладенбах, Западна Немачка, 16. децембар 1988) је професионални одбрамбени фудбалер која наступа за Рому и селекцију Немачке.

## Клупска каријера
Каријеру почео је Бајерну, прво је играо за други тим Бајерна, за први тим дебитовао је у сезони 2007/08, после тога ишао на позајмицу у Борусији Дортмунд, онда су га откупили следеће сезоне. Од 2010 наступа за Немачку. 2016 године се вратио у Бајерн Минхен.

## Репрезентативна каријера
За репрезентацију Немачке дебитовао је 2010. на пријатељској утакмици, освојио је златну медаљу на Светском првенству 2014, и бронзану 2010.

## Трофеји
Борусија Дортмунд
- Бундеслига Немачке (2) : 2010/11, 2011/12.
- Куп Немачке (2) : 2011/12, 2020/21.
- Суперкуп Немачке (3) : 2013, 2014, 2019.
- Лига шампиона : финале 2012/13.

Бајерн Минхен
- Првенство Немачке (3) : 2016/17, 2017/18, 2018/19.
- Куп Немачке (1) : 2018/19.
- Суперкуп Немачке (3) : 2016, 2017, 2018.

Немачка
- Светско првенство (1) : 2014.
- Европско првенство У 21 (1) : 2009.